# Греков Валентин Анатолійович
Греков Валентин Анатолійович (нар. 18 квітня 1976, Дніпропетровськ) — український спортсмен-дзюдоїст. Майстер спорту (1992), майстер спорту міжнародного класу (2000). Заслужений майстер спорту України (2005). Тричі чемпіон Європи з дзюдо.
Виступає за спортивний клуб «Тайфу» (від 1993) та команду спортивного товариства «Динамо» (від 2000) у ваговій категорії до 90 кг.
Тренери — Данило Волович, Анатолій Калінський.

## Здобутки
| Рік  | Турнір                   | Результат | Вагова категорія |
| ---- | ------------------------ | --------- | ---------------- |
| 2007 | Чемпіонат Європи з дзюдо | 1         | до 90 кг         |
| 2005 | Чемпіонат Європи з дзюдо | 7         | до 90 кг         |
| 2004 | Чемпіонат Європи з дзюдо | 3         | до 90 кг         |
| 2003 | Чемпіонат Європи з дзюдо | 1         | до 90 кг         |
| 2002 | Чемпіонат Європи з дзюдо | 1         | до 90 кг         |
| 2001 | Чемпіонат Європи з дзюдо | 7         | до 90 кг         |
| 2000 | Чемпіонат Європи з дзюдо | 5         | до 90 кг         |